# Bončo Karastojanov

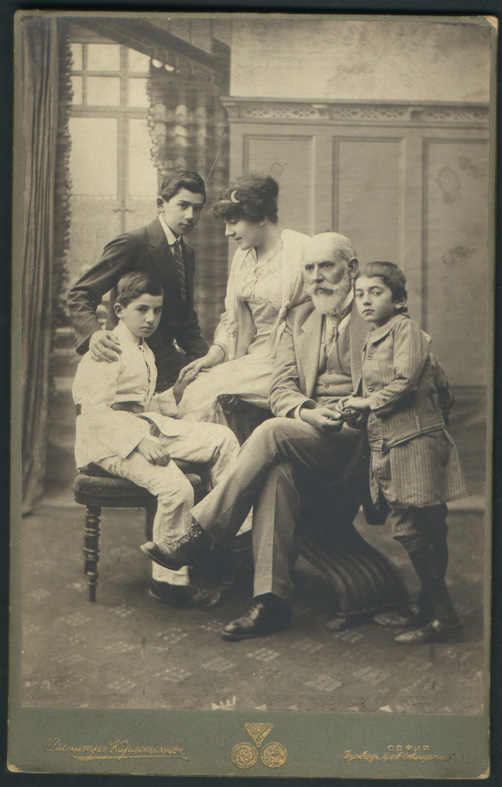
Dimitar a Raina Karastojanovi a jejich tři synové, 1910

Bogdan (Bončo) Dimitrov Karastojanov (24. ledna 1899 – 18. dubna 1962) byl bulharský fotograf a kameraman.

## Životopis
Narodil se v roce 1899 v Sofii v rodině fotografa Dimitara Karastojanova. V roce 1917 absolvoval Robert College v Konstantinopoli a v roce 1919 Školu pro záložní důstojníky v Sofii. V následujících letech studoval fotochemii v Berlíně a uměleckou fotografii v Paříži. Je jedním z průkopníků barevné fotografie, pořizoval barevné fotografie metodou autochromatického procesu Autochrome Lumière. Od počátku 40. let pracoval jako kameraman v "Bulharské kinematografii" a v roce 1949 režíroval film Dlouhá cesta cigarety podle vlastního scénáře. V roce 1953 získal Dimitrovovu cenu, která mu byla udělena za přínos kultuře a umění.
Zemřel v roce 1962 v Sofii.

## Filmografie
- 1943 Svatba
- 1945 Přijdou nové dny
- 1949 Dlouhá cesta k cigaretě; také režisér a scenárista
- 1951 Ráno nad vlastí
- 1952 Danka
- 1952 Pod jhem
- 1954 Snacha
- 1956 Sleditě ostavať
- 1957 Země
- 1960 Žiť Peter
- 1961 Buď šťastná, Annie!